# Tanca de sostenidors de Cardrona
La tanca de sostenidors de Cardrona fou una atracció turística polèmica de Nova Zelanda (regió d'Otago), que consistia en una tanca rural plena de sostenidors penjats. La tanca es trobava al costat d'una carretera pública, adjacent a unes terres, a la vall de Cardrona, al sud-oest de Wanaka.

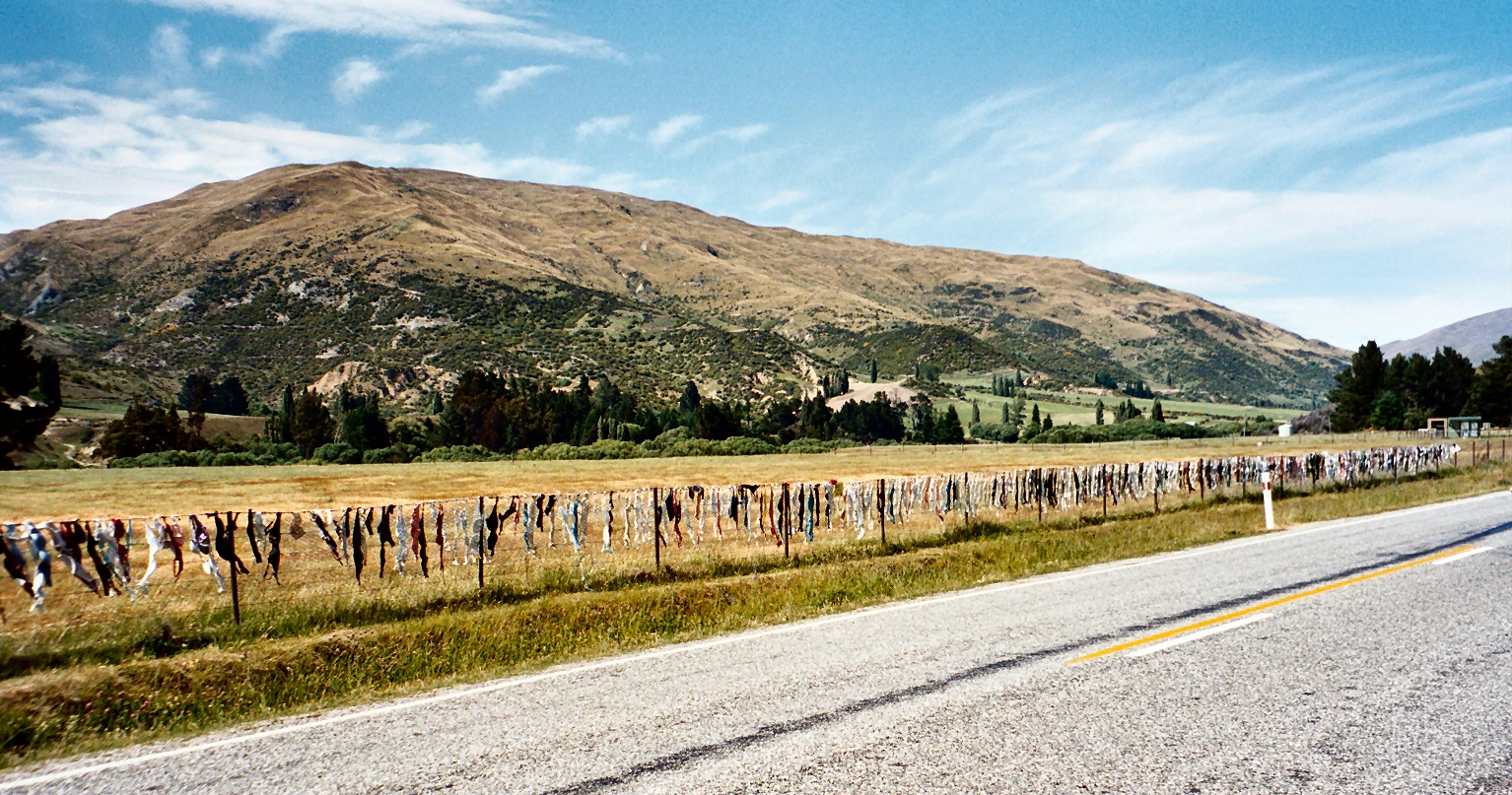
La tanca el desembre de 2002.

La tanca de sostenidors va començar en algun moment entre Nadal i Cap d'any de 1999, quan els sostenidors de quatre dones van ser penjats al filat de la tanca al costat de la carretera, per raons desconegudes. La notícia es va estendre, i aviat més sostenidors van començar a aparèixer. El nombre es va anar incrementant a mesura que es feia més conegut. Al començament del 2006, hi havia prop de 800 sostenidors al filat. Alguns locals van donar la benvinguda a la tanca en considerar-la com a atracció turística, d'altres la consideraven una monstruositat i vergonya, i també un perill potencial per als conductors que utilitzaven la carretera.
El 28 d'abril de 2006, després de descobrir que la tanca es trobava a un espai reservat de la carretera pública, el consell local va determinar que la tanca era una monstruositat i un perill i va ordenar treure els sostenidors de la tanca.